# Olžas Klimin
Olžas Baglanovič Klimin (cirillico Олжас Багланович Климин; 30 agosto 1996) è un fondista kazako.
Nelle liste FIS è registrato come Olzhas Klimin.

## Biografia
Attivo in gare FIS dal novembre del 2013, Klimin ha esordito in Coppa del Mondo il 4 dicembre 2016 a Lillehammer (70º) e ai Campionati mondiali a Lahti 2017, classificandosi 59º nella 50 km, 35º nello skiathlon e 9º nella staffetta; ai successivi Mondiali di Seefeld in Tirol 2019 è stato 60º nella 15 km, 51º nella sprint, 55º nello skiathlon e 7º nella staffetta, mentre a quelli di Oberstdorf 2021 si è classificato 63º nella 15 km, 60º nella sprint, 16º nella sprint a squadre, 12º nella staffetta e non ha completato lo skiathlon, quelli di Planica 2023 è stato 53º nella 15 km, 43º nella 50 km, 66º nella sprint e 13º nella staffetta e a quelli di Trondheim 2025 si è classificato 77º nella 10 km, 59º nella 50 km, 88º nella sprint, 62º nello skiathlon e 16º nella staffetta.

## Palmarès

### Coppa del Mondo
- Miglior piazzamento in classifica generale: 192º nel 2024